# Latécoère 24
Dimensions
Le Latécoère 24 est un hydravion trimoteur à aile parasol français, construit en 1927 pour tester les plus longs tronçons de la traversée de l'Atlantique Sud. Les essais ont montré qu'il est en surpoids et en dessous des performances demandées.

## Conception et développement
En 1926, Latécoère étudie les moyens de traverser l'Atlantique Sud par étapes. Un itinéraire évident depuis les possessions coloniales de la France en Afrique de l'Ouest et le continent brésilien implique un trajet de 2 250 km de vol plein sud, des îles du Cap-Vert jusqu'à Fernando de Noronha, comme sa plus grande étape. L'avion qu'ils conçoivent pour réaliser ce projet est un hydravion trimoteur à aile parasol, le Latécoère 24. Il est conçu pour transporter du courrier, pas des passagers.
Avec son aile parasol bien au-dessus de la coque, les trois moteurs qui sont montés dans la surface supérieure sont bien à l'abri des embruns. Deux des trois moteurs en ligne refroidis par eau sont montés aussi près de la ligne centrale que le jeu de l'hélice le permet, dans la configuration du tracteur , le troisième est monté sur la ligne centrale. Cette disposition minimise les forces asymétriques résultant de la perte d’un moteur. Chacun d'eux utilise une hélice à quatre pales. L'aile elle-même est un plan rectangulaire, à extrémité carrée. C'est une structure en acier recouverte de tissu. Les ailerons remplissent la majeure partie du bord de fuite.
Vu de côté, le fuselage du Latécoère 24 est mince et élégant. Il est construit en épicéa et en frêne. Il y a un poste d'amarrage à l'avant, suivi du postes pour le navigateur et l'opérateur radio. Le pilote est assis dans un cockpit ouvert à tribord. Derrière lui se trouvent des réservoirs de carburant, suivis du compartiments à courrier.
Le Latécoère 24 vole pour la première fois depuis Saint-Laurent-de-la-Salanque à la fin de 1927, avec à son bord le pilote Maurice Prévost et l'ingénieur Hoff. Des essais officiels suivent et les résultats ne sont pas encourageants. La plupart des critiques portent sur le fuselage, principalement sur son hydrodynamisme et son poids. Au total, l'avion est environ 10 % plus lourd que ce qui avait été défini dans le cahier des charges et, par conséquent, la vitesse, l'autonomie et l'altitude sont inférieures aux objectifs prévus. Des inquiétudes sont également exprimées quant à la fiabilité des moteurs Farman qui l'équipent. Par conséquent, Latécoère commence la conception d'un avion similaire avec une nouvelle coque plus légère et des moteurs Renault plus fiables, mais ce nouveau modèle baptisé Latécoère 27, ne dépassera pas le niveau de la planche à dessin. Pendant ce temps, le Latécoère 24 est sérieusement endommagé à son mouillage par une rafale de vent qui le soulève et le projette sur une jetée de la Salanque. Il n'est pas réparé ni produit en série,.